# Kadiria (distrito)
Kadiria é um distrito localizado na província de Bouira, Argélia, e cuja capital é a cidade de mesmo nome, Kadiria.